# Candida sojae
Candida sojae är en svampart som beskrevs av Nakase, M. Suzuki, M. Takash., Yozo Miyak., Kagaya, Fukaz. & Komag. 1994. Candida sojae ingår i släktet Candida, ordningen Saccharomycetales, klassen Saccharomycetes, divisionen sporsäcksvampar och riket svampar.   Inga underarter finns listade i Catalogue of Life.